# Stadium Arcadium
Stadium Arcadium je deváté studiové album skupiny Red Hot Chili Peppers. Album obsahuje dva disky (Jupiter a Mars), které obsahují dohromady 28 písní. Původně mělo album obsahovat 3 disky, ale od toho nakonec skupina ustoupila. Producentem je tradičně Rick Rubin. Jedná se také o poslední studiové album, na kterém vystupuje kytarista John Frusciante; roku 2009 ze skupiny odešel.

## Seznam písní

### Disk 1: Jupiter
Všechny skladby napsali Flea, Anthony Kiedis, John Frusciante a Chad Smith.
| Pořadí | Název                  | Délka |
| ------ | ---------------------- | ----- |
| 1.     | Dani California        | 4:42  |
| 2.     | Snow (Hey Oh)          | 5:34  |
| 3.     | Charlie                | 4:37  |
| 4.     | Stadium Arcadium       | 5:15  |
| 5.     | Hump de Bump           | 3:33  |
| 6.     | She's Only 18          | 3:25  |
| 7.     | Slow Cheetah           | 5:19  |
| 8.     | Torture Me             | 3:44  |
| 9.     | Strip My Mind          | 4:19  |
| 10.    | Especially in Michigan | 4:01  |
| 11.    | Warlocks               | 3:25  |
| 12.    | C'mon Girl             | 3:48  |
| 13.    | Wet Sand               | 5:09  |
| 14.    | Hey                    | 5:39  |

### Disk 2: Mars
| Pořadí | Název                | Délka |
| ------ | -------------------- | ----- |
| 1.     | Desecration Smile    | 5:01  |
| 2.     | Tell Me Baby         | 4:07  |
| 3.     | Hard to Concentrate  | 4:01  |
| 4.     | 21st Century         | 4:22  |
| 5.     | She Looks to Me      | 4:06  |
| 6.     | Readymade            | 4:30  |
| 7.     | If                   | 2:52  |
| 8.     | Make You Feel Better | 3:51  |
| 9.     | Animal Bar           | 5:25  |
| 10.    | So Much I            | 3:44  |
| 11.    | Storm in a Teacup    | 3:45  |
| 12.    | We Believe           | 3:36  |
| 13.    | Turn It Again        | 6:06  |
| 14.    | Death of a Martian   | 4:24  |

## Prodej
| Prodejnost | Počet     |
| ---------- | --------- |
| Celkem     | 7 151 975 |